# آدولف ویلت
آدولف ویلت (انگلیسی: Adolphe Willette؛ ۳۰ ژوئیهٔ ۱۸۵۷ – ۴ فوریهٔ ۱۹۲۶) نقاش، کاریکاتوریست، لیتوگراف و تصویرگر اهل فرانسه بود.
وی همچنین برندهٔ جوایزی همچون لژیون دونور (افسر) و لژیون دونور (شوالیه) شده‌است.
او در ۴ فوریه ۱۹۲۶ درگذشت و مقبره وی در گورستان مون‌پارناس، پاریس است.